# Албесен
Албесен (њем. Albessen) општина је у њемачкој савезној држави Рајна-Палатинат. Једно је од 98 општинских средишта округа Кузел. Према процјени из 2010. у општини је живјело 143 становника. Посједује регионалну шифру (AGS) 7336002.

## Географија
Албесен се налази у савезној држави Рајна-Палатинат у округу Кузел. Општина се налази на надморској висини од 360 метара. Површина општине износи 4,4 km².

## Становништво
У самом мјесту је, према процјени из 2010. године, живјело 143 становника. Просјечна густина становништва износи 32 становника/km².